# Nephasoma bulbosum
Nephasoma bulbosum är en stjärnmaskart som först beskrevs av Rowland Southern 1913.  Nephasoma bulbosum ingår i släktet Nephasoma och familjen Golfingiidae. Inga underarter finns listade i Catalogue of Life.